# Liste des sites Natura 2000 des Hautes-Pyrénées
Cet article recense les sites Natura 2000 des Hautes-Pyrénées, en France.

## Statistiques
Les Hautes-Pyrénées compte 22 sites classés Natura 2000. 20 bénéficient d'un classement comme site d'intérêt communautaire (SIC), 2 comme zone de protection spéciale (ZPS).

## Liste
| Site | Type | Superficie (ha) | Fiche     | Coordonnées                        | Photo |
| --- | ---- | --------------- | --------- | ---------------------------------- | ----- |
| Barèges, Ayré, Piquette | SIC  | +1 451,         | FR7300930 | 42° 52′ 23″ nord, 0° 05′ 35″ est   |       |
| Estaubé, Gavarnie-Gèdre, Troumouse et Barroude                                                                                        | SIC  | +9 479,         | FR7300927 | 42° 43′ 57″ nord, 0° 03′ 18″ est   |       |
| Gabizos (vallée d'Arrens, versant sud-est du Gabizos)                                                                                 | SIC  | +2 924,         | FR7300921 | 42° 55′ 44″ nord, 0° 16′ 18″ ouest |       |
| Garonne, Ariège, Hers, Salat, Pique et Neste                                                                                          | SIC  | +9 602,         | FR7301822 | 43° 05′ 02″ nord, 1° 49′ 53″ est   |       |
| Gaube, Vignemale | SIC  | +7 395,         | FR7300925 | 42° 48′ 37″ nord, 0° 08′ 35″ ouest |       |
| Gaves de Pau et de Cauterets, et gorge de Cauterets                                                                                   | SIC  | +0357,          | FR7300922 | 43° 05′ 59″ nord, 0° 09′ 44″ ouest |       |
| Granquet-Pibeste et soum d'Ech | SIC  | +7 275,         | FR7300920 | 43° 03′ 30″ nord, 0° 09′ 13″ ouest |       |
| Hautes-Baronnies, coume de Pailhas | SIC  | +0300,          | FR7300933 | 43° 00′ 19″ nord, 0° 15′ 00″ est   |       |
| Haut-Louron : Aygues-Tortes, Caillauas, Gourgs Blancs, gorges de Clarabide, pics des Pichadères et d'Estiouère, montagne de Tramadits | SIC  | +5 439,         | FR7300935 | 42° 43′ 59″ nord, 0° 25′ 20″ est   |       |
| Lac Bleu Léviste | SIC  | +7 377,         | FR7300931 | 42° 55′ 28″ nord, 0° 02′ 06″ est   |       |
| Liset de Hount Blanque | SIC  | +4 059,         | FR7300932 | 42° 57′ 24″ nord, 0° 10′ 09″ est   |       |
| Moun Né de Cauterets, pic de Cabaliros                                                                                                | SIC  | +3 711,         | FR7300923 | 42° 55′ 27″ nord, 0° 08′ 32″ ouest |       |
| Néouvielle | SIC  | +6 191,         | FR7300929 | 42° 51′ 54″ nord, 0° 09′ 02″ est   |       |
| Ossoue, Aspé, Cestrède | SIC  | +5 226,         | FR7300926 | 42° 45′ 42″ nord, 0° 03′ 15″ ouest |       |
| Péguère, Barbat, Cambalès | SIC  | +4 651,         | FR7300924 | 42° 51′ 07″ nord, 0° 10′ 37″ ouest |       |
| Pic Long Campbielh | SIC  | +8 174,         | FR7300928 | 42° 47′ 26″ nord, 0° 07′ 05″ est   |       |
| Rioumajou et Moudang | SIC  | +9 522,         | FR7300934 | 42° 44′ 25″ nord, 0° 17′ 09″ est   |       |
| Tourbière de Clarens | SIC  | +0139,          | FR7300940 | 43° 08′ 46″ nord, 0° 25′ 14″ est   |       |
| Tourbière et lac de Lourdes | SIC  | +0073,04        | FR7300936 | 43° 06′ 33″ nord, 0° 05′ 16″ ouest |       |
| Vallée de l'Adour | SIC  | +2 635,         | FR7300889 | 43° 39′ 10″ nord, 0° 01′ 02″ ouest |       |
| Cirque de Gavarnie | ZPS  | +9 285,         | FR7310088 | 42° 44′ 33″ nord, 0° 03′ 36″ ouest |       |
| Puydarrieux | ZPS  | +0256,          | FR7312004 | 43° 17′ 04″ nord, 0° 25′ 26″ est   |       |